# 美中贸易全国委员会
美中贸易全国委员会（US-China Business Council，USCBC）是一个旨在促进美中贸易的私营非營利組織。它由大约200家与中国有贸易和业务往来的美国公司组成。该委员会是在白宮、美国国务院和美国商务部的支持下于1973年成立。1974年，美中贸易全国委员会开始出版《中国商业评论》。1979年，美中贸易全国委员会在北京开设办事处。该委员会有许多會員，例如3M公司、Adobe、蘋果公司 、亞馬遜公司、美國銀行、可口可乐、华特迪士尼公司、 蓋璞和沃尔玛。。